# Schijnpapaver
De schijnpapaver (Papaver cambricum, synoniem: Meconopsis cambrica) is een meerjarige plant uit de papaverfamilie (Papaveraceae). De plant wordt als sierplant gebruikt.

## Verspreiding
De natuurlijke habitat is op vochtige, beschaduwde plaatsen op rotsige grond in Wales, Ierland, zeldzaam in Engeland en in Zuidwest-Frankrijk.
Op de meest westelijke locaties is er een trend naar verspreiding naar meer open locaties waargenomen.

## Beschrijving
De bladeren zijn dubbel veerdelig. De schijnpapaver bloeit van mei tot juli. De 5 tot 8 cm grote bloemen zijn helder geel of oranje. De vier kroonbladen zijn in de bloemknop omgeven door twee behaarde, niet vergroeide kelkbladen. De kelkbladen vallen, zoals gebruikelijk in de papaverfamilie, af bij het begin van de bloei. De vrucht is een smal omgekeerd-eivormige doosvrucht. De plant breidt zich gemakkelijk uit door de grote hoeveelheid zwarte zaadjes die hij in de zomer verspreidt.
Ongetwijfeld door zijn oorspronkelijke habitat koloniseert de soort gemakkelijk gaten en spleten in rotsige gebieden. Waarschijnlijk helpt deze achtergrond hem in urbane gebieden bij zijn verspreiding tussen stenen en onderaan langs muurtjes.

## Trivia
Op 24 februari 2006 heeft de Welshe politieke partij Plaid Cymru de plant bij stemming als partijlogo aangenomen.

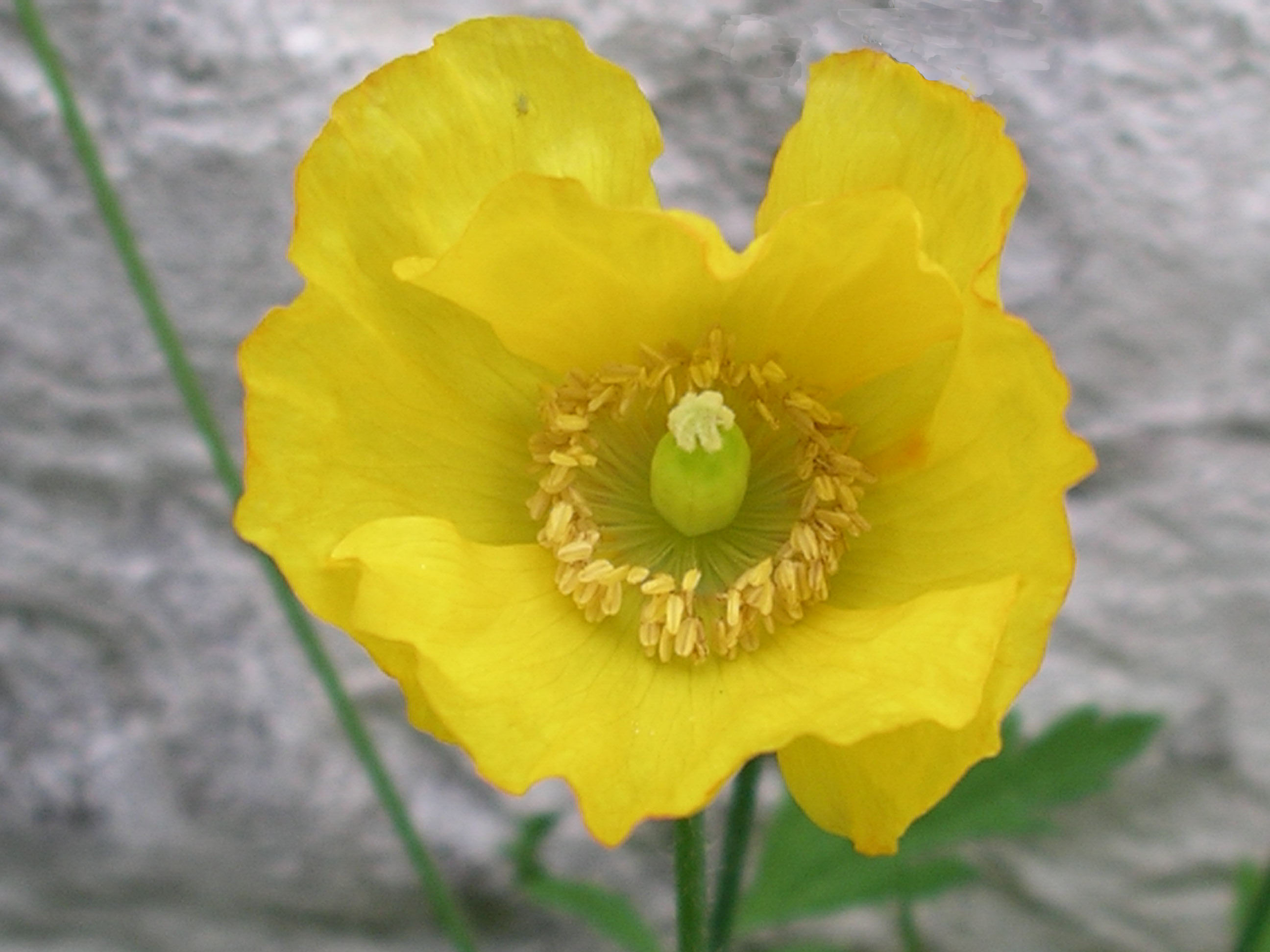
Gele variant
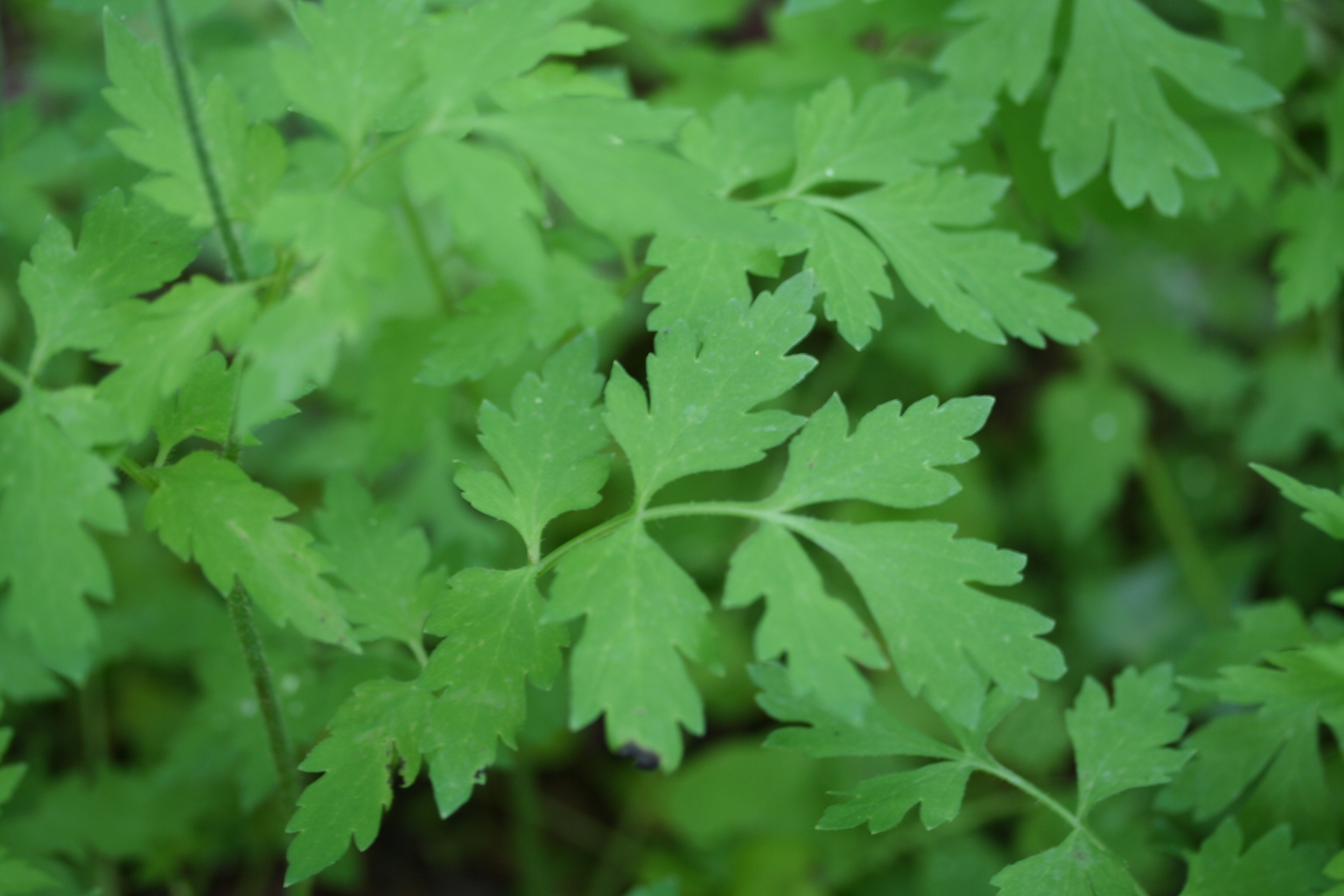
Blad
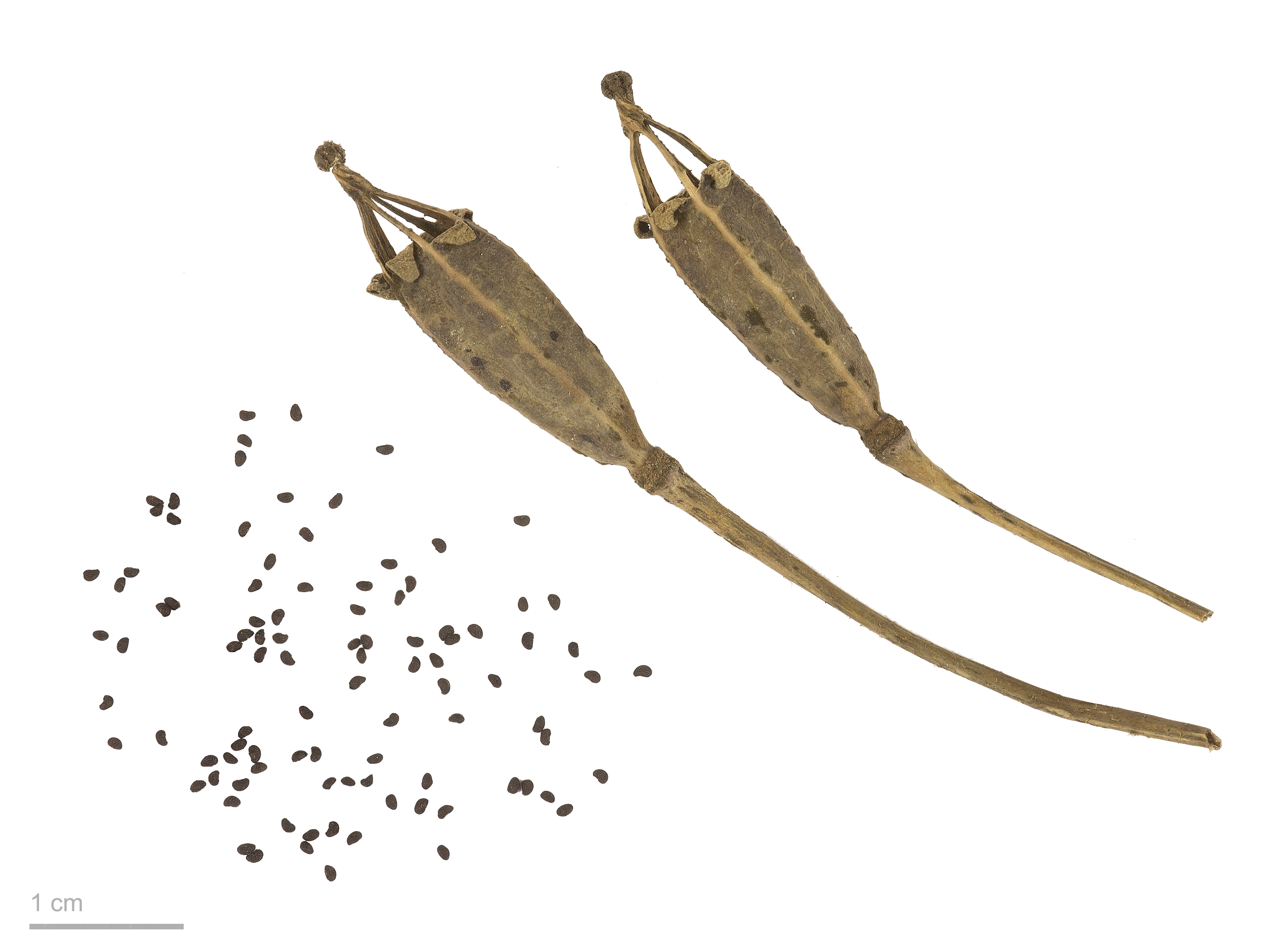
Zaaddozen
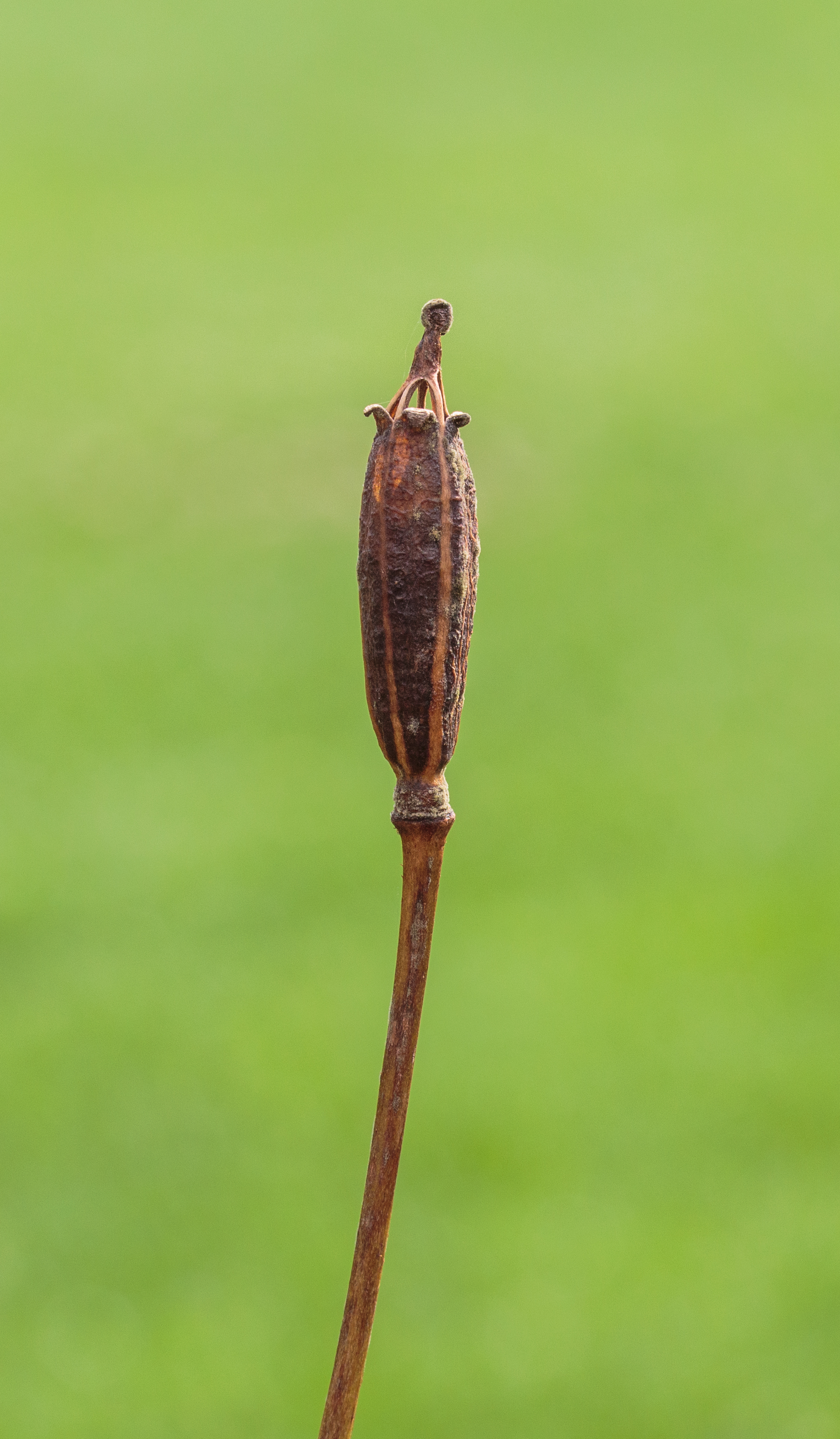
Zaaddoos
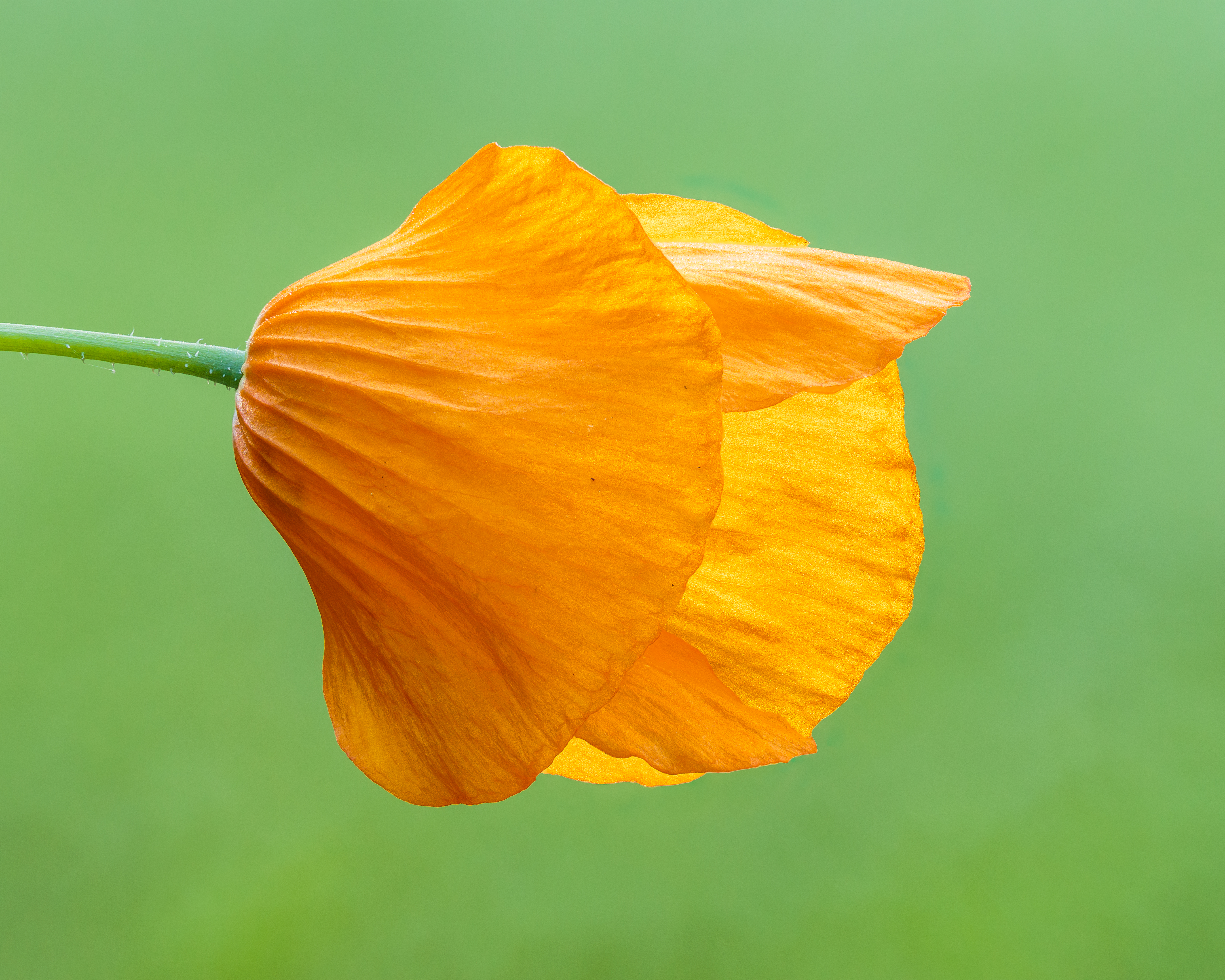
Half geopende bloemknop.